# بيتون بليس (مسلسل)
بيتون بليس (بالإنجليزية: Peyton Place)‏ هو مسلسل دراما تم إنتاجه في الولايات المتحدة. بدأ عرضه في سنة 1964. عرض على هيئة الإذاعة الأمريكية. بلغ عدد مواسم المسلسل 5 مواسم، بلغ عدد حلقاته 514 حلقة، وتبلغ مدة الحلقة الواحدة 24 دقيقة. المسلسل من تأليف غريس ميتاليوس، تم بث المسلسل لأول مرة بتاريخ 15 سبتمبر 1964 بينما تم بث آخر حلقة منه بتاريخ 2 يونيو 1969. من بطولة إد نيلسون ومايا فارو.

## روابط خارجية
- بيتون بليس على موقع IMDb (الإنجليزية)
- بيتون بليس على موقع الموسوعة البريطانية (الإنجليزية)
- بيتون بليس على موقع روتن توميتوز (الإنجليزية)
- بيتون بليس على موقع كينوبويسك (الروسية)
- بيتون بليس على موقع ألو سيني (الفرنسية)
- بيتون بليس على موقع قاعدة بيانات الفيلم (الإنجليزية)